# Barthea
Barthea là chi thực vật có hoa trong họ Mua.